# Guðrun Sólja Jacobsen
Guðrun Sólja Jacobsen (Tórshavn, 11 luglio 1982) è una cantante faroese.

## Biografia
Guðrun Sólja Jacobsen è salita alla ribalta nel 2003 con la sua vittoria alla competizione canora televisiva di DR Stjerne for en aften, che le ha permesso di firmare un contratto discografico con la Universal Music Denmark. Il suo album di debutto, Quiet Storm, è uscito nell'agosto dello stesso anno e ha debuttato alla 2ª posizione della classifica danese, vendendo oltre 35 000 copie a livello nazionale. Due anni dopo è uscito il secondo album Wake Up, che si è fermato alla 30ª posizione in classifica e che ha venduto 10 000 copie.

## Discografia

### Album in studio
- 2003 – Quiet Storm
- 2005 – Wake Up

### EP
- 2012 – The First Four

### Singoli
- 2003 – You're Mine
- 2003 – All I Want Is Love
- 2012 – Got That Smile Again